# 블레이드 (드라마)
블레이드(Blade: The Series)는 미국에서 2006년에 방송된 TV 드라마이다. 마블 코믹스의 만화 《블레이드》의 영화화 버전을 원작으로 하고 있다.